# FIFA Manager
FIFA Manager (ou FIFAM) é um jogo de estratégia desportiva criado pela BrightFuture (empresa criada após cancelamento do jogo por parte da EA Sports, antiga criadora e actual distribuidora do FIFA Manager) antigamente conhecido por Total Club Manager (ou TCM).
Ainda antes do FIFA Manager e Total Club Manager a EA Sports criou outros dois títulos: FIFA Soccer Manager em 1997 e The F.A. Premier League Football Manager 99, 2000, 2001 e 2002. Enquanto o primeiro ainda teve algum sucesso, do segundo já não se pode dizer o mesmo. Lançado numa época em que o Championship Manager reinava a seu belo prazer o mercado fechava portas para novos jogos de gestão futebolística.
O FIFA Manager aposta bastante em oferecer várias opções ao jogador sendo possível gerir desde a área financeira do clube até às contratações, passando pela gestão do estádio, treino em geral, entre outros aspectos.
A vertente gráfica é também um dos trunfos do FIFA Manager que nos oferece o motor 3D da série FIFA Football para mostrar os jogos. Também é possível escolher outros modos que permitem avançar mais rapidamente no jogo como o modo texto ou resultado instantâneo.
A base de dados também é considerável, podemos contar com as ligas mais importantes do mundo e outras não tão importantes. Temos ainda ao nosso dispor um potente editor de base de dados que permitem a adição de clubes e jogadores. É ainda possível adicionar-mos estádios, fotos de jogadores, emblemas, equipamentos, entre outros.
Outros destaques vão para a grande quantidade de fotos de jogadores que acompanha o jogo (perto de 8000) e para a ferramenta de análise pós-jogo (MAT) onde nos é dada a oportunidade de ver quem falhou mais, quem acertou mais ou até ver quais os passes que um determinado jogador fez durante todo o jogo.
Em novembro de 2013 foi anunciado pelo criador e designer do jogo Gerald Köhler que a edição 2014 será a última da série.

## Versões
| Título                                        | Lançamento | Plataformas                     | Idiomas                                             |
| --------------------------------------------- | ---------- | ------------------------------- | --------------------------------------------------- |
| The F.A. Premier League Football Manager 99   | 1999       | PC Windows                      | Inglês                                              |
| The F.A. Premier League Football Manager 2000 | 1999       | PC Windows, PlayStation         | Inglês                                              |
| The F.A. Premier League Football Manager 2001 | 2000       | PC Windows, PlayStation         | Inglês                                              |
| The F.A. Premier League Football Manager 2002 | 2002       | PC Windows                      | Inglês                                              |
| Total Club Manager 2003                       | 2002       | PC Windows                      | Inglês, Alemão, Francês, Espanhol                   |
| Total Club Manager 2004                       | 2003       | PC Windows, PlayStation 2, Xbox | Inglês, Alemão, Francês, Espanhol                   |
| Total Club Manager 2005                       | 2004       | PC Windows, PlayStation 2, Xbox | Inglês, Alemão, Francês, Espanhol, Italiano         |
| FIFA Manager 06                               | 2005       | PC Windows                      | Inglês, Alemão, Francês, Espanhol, Italiano         |
| FIFA Manager 07                               | 2006       | PC Windows                      | Inglês, Alemão, Francês, Espanhol, Italiano         |
| FIFA Manager 08                               | 2007       | PC Windows                      | Inglês, Alemão, Francês, Espanhol, Italiano, Polaco |
| FIFA Manager 09                               | 2008       | PC Windows                      | Inglês, Alemão, Francês, Espanhol, Italiano, Polaco |
| FIFA Manager 10                               | 2009       | PC Windows                      | Inglês, Alemão, Francês, Espanhol, Italiano, Polaco |
| FIFA Manager 11                               | 2010       | PC Windows                      | Inglês, Alemão, Francês, Espanhol, Polaco           |
| FIFA Manager 12                               | 2011       | PC Windows                      | Inglês, Alemão, Francês, Espanhol, Polaco           |
| FIFA Manager 13                               | 2012       | PC Windows                      | Inglês, Alemão, Francês, Espanhol, Polaco           |
| FIFA Manager 14                               | 2013       | PC Windows                      | Inglês, Alemão, Francês, Espanhol, Polaco           |

## Conhecido como
- FIFA Manager
- Fußball Manager na Alemanha
- LFP Manager em França
- ex-Total Club Manager